# 延津県
延津県（えんしん-けん）は中華人民共和国河南省新郷市に位置する県。
紀元前242年に秦によって置かれた酸棗県を前身として、北宋の政和年間に置かれた。

## 行政区画
- 街道:文岩街道、潭竜街道、塔鋪街道
- 鎮:東屯鎮、豊荘鎮、石婆固鎮、王楼鎮
- 郷:僧固郷、位邱郷、司寨郷、馬荘郷、胙城郷、楡林郷

## 名所
- 大覚寺
- 河南黄河故道森林公園
- 呉起城遺跡
- 陳玉成の墓・陳玉成記念館

## 出身者
- 劉震雲 - 小説家